# The Dells
The Dells war eine schwarze R&B-Gesangsband, die ihren größten Erfolg in den späten 1960er und frühen 1970er Jahren zu verzeichnen hatte.

## Bandgeschichte
Die Band wurde 1953 in Harvey, einem südlichen Vorort von Chicago, gegründet. Marvin Junior († 2013), Johnny Funches, Verne Allison, Lucius und Mickey McGill und Chuck Barksdale gingen alle zusammen in Harvey auf eine Schule und entschlossen sich zusammen eine Band zu gründen, die sich zunächst The El-Rays nannte. Noch im gleichen Jahr nahmen sie für Checker Records, ein Sublabel von Chess, ihre erste Single Darling I Know auf. Sie floppte und nur wenig später verließ Lucius McGill (1935–2014) die Band, die sich dann in The Dells umbenannte.
1955 unterschrieben die Dells bei Vee Jay Records und veröffentlichten die Ballade Dreams of Contentment, die ein Mini-R&B-Hit wurde. Oh What a Nite, heute ein Klassiker, schaffte es 1956 dann sogar bis auf Platz 4 der R&B-Charts, doch die Band konnte den Erfolg des Songs zunächst nicht mehr wiederholen. 1958 kam es auf dem Weg zu einem Auftritt in Philadelphia zu einem Unfall des Wagens der Band. Juniors Kehlkopf wurde dabei verletzt, sodass sich seine Stimme etwas veränderte, und McGill verlor beinahe ein Bein. Die Dells beschlossen daraufhin eine Auszeit zu nehmen. Barksdale wurde zeitweilig Mitglied der Moonglows.
1960 begannen die Dells ihre Rückkehr als Eröffnungs- und Begleitband auf einer Tour von Dinah Washington. Funches entschloss sich nicht mehr teilzunehmen und sich seiner Familie zu widmen. Er wurde durch Johnny Carter ersetzt. Die Band tourte zwei Jahre lang mit Washington und arbeitete nebenbei mit Kirk Stewart zusammen. Schließlich unterschrieben die Dells bei Argo Records, einem weiteren Sublabel von Chess, wo sie vier jazz-orientierte Singles veröffentlichten. Sie floppten alle. 1964 kehrten sie dann zu Vee-Jay zurück und hatten 1965 einen Top 30 R&B-Hit mit Stay in My Corner. Als Vee-Jay 1966 pleite lief, wechselte die Band zu Cadet Records, ebenfalls ein Sublabel von Chess. Thinking About You und Run for Cover wurden immerhin lokale Hits. Außerdem wurden die Dells Begleitband von Ray Charles.
Als Cadet 1967 Bobby Miller als Produzenten und Charles Stepney als Arrangeur anheuerte, begann der Durchbruch der Dells. Auf dem Album There Is waren vier Hitsingles enthalten, darunter ein Remake von Stay in My Corner, das es an die Spitze der R&B- und in die Top 10 der Pop-Charts schaffte. Always Together von 1968 brachte vier weitere Hits und Love Is Blue von 1969 enthielt ein Remake von Oh What a Nite, das den gleichen Erfolg wie das Stay-in-My-Corner-Remake hatte. Anfang 1970 begann Miller sich anderen Projekten zu widmen, sodass Stepney Produzent des 1970er Werkes Freedom Means wurde. Die Ballade The Love We Had (Stays on My Mind) von dem Album wurde zum Hit. 1972 brachten die Dells eine LP mit Interpretationen von Dionne-Warwick-Songs auf den Markt. Mit Don Davis als neuem Produzenten hatten die Dells 1973 mit Give Your Baby a Standing Ovation ihren ersten Millionenseller. 1975, nach einigen weiteren Hits, verließ die Band Cadet und wechselte zu Mercury Records.
Da die Zeit bei Mercury kaum Erfolg hervorbrachte, kam es 1978 erneut zu einem Labelwechsel, diesmal zu ABC. Doch auch dort blieb der Erfolg aus und die Dells unterschrieben bei 20th Century Records. I Touched a Dream, produziert von Eugen Record 1980, bekam ausgezeichnete Kritiken und erntete auch wieder größeren Erfolg. Bei der Folge-LP Whatever Turns You On ließ der Erfolg jedoch wieder merklich nach und die Dells zogen sich wieder aus dem Studio zurück. 1988 erschien das Album Second Time, das floppte. Anfang der 1990er Jahre engagierte Robert Townsend die Dells dann für seinen Film The Five Heartbeats, der von einer fiktiven Gesangsband handelt. The Heart Is a House for Love vom Soundtrack wurde 1991 ein kleiner R&B-Hit. 1992 erschien ein weiteres Album, I Salute You, auf Zoo Records. Trotz zeitgemäßerer Musik floppte es. In den nächsten Jahren waren die Dells meist auf Tournee. 2000 erschien mit Reminiscing wieder ein neues Album. 2004 wurden die Dells in die Rock and Roll Hall of Fame aufgenommen.

## Ende
Die Band war noch bis 2012 aktiv. Ein Jahr später verstarb Mitbegründer Marvin Junior im Alter von 77 Jahren. 2009 bereits war Johnny Carter im Alter von 75 gestorben.

## Diskografie

### Alben
| Jahr | Titel Musiklabel Katalog-Nr.                               | Höchstplatzierung, Gesamtwochen, AuszeichnungChartplatzierungen (Jahr, Titel, Musiklabel Katalog-Nr., Platzierungen, Wochen, Auszeichnungen, Anmerkungen) | Höchstplatzierung, Gesamtwochen, AuszeichnungChartplatzierungen (Jahr, Titel, Musiklabel Katalog-Nr., Platzierungen, Wochen, Auszeichnungen, Anmerkungen) | Anmerkungen                                       |
| Jahr | Titel Musiklabel Katalog-Nr.                               | US | R&B | Anmerkungen                                       |
| ---- | ---------------------------------------------------------- | --- | --- | ------------------------------------------------- |
| 1968 | There Is Cadet 804                                         | US29 (29 Wo.)US | R&B4 (39 Wo.)R&B | Erstveröffentlichung: Mai 1968                    |
| 1969 | The Dells Musical Menu / Always Together Cadet 822         | US146 (10 Wo.)US | R&B9 (20 Wo.)R&B | Erstveröffentlichung: Februar 1969                |
| 1969 | Love Is Blue Cadet 829                                     | US54 (24 Wo.)US | R&B3 (34 Wo.)R&B | Erstveröffentlichung: August 1969                 |
| 1970 | Like It Is, Like It Was Cadet 837                          | US126 (12 Wo.)US | R&B7 (18 Wo.)R&B | Erstveröffentlichung: Februar 1970                |
| 1971 | Freedom Means … Cadet 50004                                | US81 (16 Wo.)US | R&B4 (20 Wo.)R&B | Erstveröffentlichung: August 1971                 |
| 1972 | Sing Dionne Warwicke’s Greatest Hits Cadet 50017           | US162 (5 Wo.)US | R&B32 (4 Wo.)R&B | Erstveröffentlichung: Juni 1972                   |
| 1972 | Sweet as Funk Can Be Cadet 50021                           | — | R&B33 (12 Wo.)R&B | Erstveröffentlichung: November 1972               |
| 1973 | Give Your Baby a Standing Ovation Cadet 50037              | US99 (9 Wo.)US | R&B10 (13 Wo.)R&B | Erstveröffentlichung: Juni 1973                   |
| 1973 | The Dells Cadet 50046                                      | — | R&B15 (28 Wo.)R&B | Erstveröffentlichung: Oktober 1973                |
| 1974 | The Dells vs. The Dramatics Cadet 60027                    | US156 (6 Wo.)US | R&B15 (25 Wo.)R&B | Erstveröffentlichung: März 1974 mit The Dramatics |
| 1974 | The Mighty Mighty Dells Cadet 60030                        | US114 (8 Wo.)US | R&B13 (13 Wo.)R&B | Erstveröffentlichung: September 1974              |
| 1975 | We Got to Get Our Thing Together Cadet 60044               | — | R&B31 (8 Wo.)R&B | Erstveröffentlichung: November 1975               |
| 1976 | No Way Back Mercury 1084                                   | — | R&B47 (5 Wo.)R&B | Erstveröffentlichung: Mai 1976                    |
| 1977 | They Said It Couldn’t Be Done, but We Did It! Mercury 1145 | — | R&B40 (6 Wo.)R&B | Erstveröffentlichung: April 1977                  |
| 1978 | Love Connection Mercury 3711                               | — | R&B45 (6 Wo.)R&B | Erstveröffentlichung: Dezember 1977               |
| 1978 | New Beginnings ABC 1100                                    | US169 (3 Wo.)US | R&B55 (3 Wo.)R&B | Erstveröffentlichung: August 1978                 |
| 1979 | Face to Face ABC 1113                                      | — | R&B71 (6 Wo.)R&B | Erstveröffentlichung: Februar 1979                |
| 1980 | I Touched a Dream 20th Century 618                         | US137 (12 Wo.)US | R&B23 (25 Wo.)R&B | Erstveröffentlichung: Juli 1980                   |
| 1984 | One Step Closer Private I 39309                            | — | R&B49 (8 Wo.)R&B | Erstveröffentlichung: April 1984                  |
| 1989 | The Second Time Veteran 1988                               | — | R&B92 (2 Wo.)R&B | Erstveröffentlichung: Februar 1989                |

Weitere Alben
- 1959: Oh, What a Nite
- 1965: It’s Not Unusual
- 1974: In Concert
- 1981: Whatever Turns You On
- 1992: I Salute You
- 2000: Reminiscing
- 2008: Then and Now

### Kompilationen
| Jahr | Titel Musiklabel Katalog-Nr.                 | Höchstplatzierung, Gesamtwochen, AuszeichnungChartplatzierungen (Jahr, Titel, Musiklabel Katalog-Nr., Platzierungen, Wochen, Auszeichnungen, Anmerkungen) | Höchstplatzierung, Gesamtwochen, AuszeichnungChartplatzierungen (Jahr, Titel, Musiklabel Katalog-Nr., Platzierungen, Wochen, Auszeichnungen, Anmerkungen) | Anmerkungen                        |
| Jahr | Titel Musiklabel Katalog-Nr.                 | US | R&B | Anmerkungen                        |
| ---- | -------------------------------------------- | --- | --- | ---------------------------------- |
| 1969 | The Dells Greatest Hits Cadet 824            | US102 (22 Wo.)US | R&B9 (29 Wo.)R&B | Erstveröffentlichung: Juni 1969    |
| 1975 | The Dells Greatest Hits Volume 2 Cadet 60036 | — | R&B47 (7 Wo.)R&B | Erstveröffentlichung: Februar 1975 |

Weitere Kompilationen
- 1968: Stay in My Corner
- 1972: The Best of the Dells
- 1977: Cornered (2 LPs)
- 1982: The Dells
- 1983: Rockin’ on Bandstand
- 1984: Breezy Ballads & Tender Tunes
- 1985: From Streetcorner to Soul
- 1988: Vintage Gold (Minialbum)
- 1989: Oh What a Night
- 1995: Passionate Breezes: The Best of 1975–1991
- 1997: On Their Corner: The Best of the Dells
- 1998: The Great Ballads
- 1999: Anthology (2 CDs)
- 2000: The Best of the Dells
- 2000: The Very Best of the Dells
- 2004: Ultimate Collection
- 2006: It’s Not Unusual: The Very Best of the Vee Jay Years 1955–1965
- 2007: Standing Ovation: The Very Best of 1966–1981 (2 CDs)
- 2007: The Best of the Vee-Jay Years
- 2015: The Complete Early Singles Collection

### Singles
| Jahr | Titel Album                                                                                 | Höchstplatzierung, Gesamtwochen, AuszeichnungChartplatzierungen (Jahr, Titel, Album, Platzierungen, Wochen, Auszeichnungen, Anmerkungen) | Höchstplatzierung, Gesamtwochen, AuszeichnungChartplatzierungen (Jahr, Titel, Album, Platzierungen, Wochen, Auszeichnungen, Anmerkungen) | Höchstplatzierung, Gesamtwochen, AuszeichnungChartplatzierungen (Jahr, Titel, Album, Platzierungen, Wochen, Auszeichnungen, Anmerkungen) | Höchstplatzierung, Gesamtwochen, AuszeichnungChartplatzierungen (Jahr, Titel, Album, Platzierungen, Wochen, Auszeichnungen, Anmerkungen) | Anmerkungen | [↑]: gemeinsam behandelt mit vorhergehendem Eintrag; [←]: in beiden Charts platziert |
| Jahr | Titel Album                                                                                 | UK | US | R&B | Dance | Anmerkungen |                                                                                      |
| ---- | ------------------------------------------------------------------------------------------- | --- | --- | --- | --- | --- | ------------------------------------------------------------------------------------ |
| 1956 | Oh What a Nite Oh, What a Nite                                                              | — | — | R&B4 (11 Wo.)R&B | — | Erstveröffentlichung: September 1956 Autoren: Johnny Funches, Marvin Junior                                                                          |                                                                                      |
| 1962 | The (Bossa Nova) Bird –                                                                     | — | US97 (3 Wo.)US | — | — | Erstveröffentlichung: November 1962 Autoren: Billy Davis, Shirley Hall                                                                               |                                                                                      |
| 1965 | Stay in My Corner It’s Not Unusual                                                          | — | — | R&B23 (4 Wo.)R&B | — | Erstveröffentlichung: Mai 1965 Autoren: Barrett Strong, Bobby Miller, Wade Flemons                                                                   |                                                                                      |
| 1967 | O-O, I Love You There Is                                                                    | — | US61 (10 Wo.)US | R&B22 (9 Wo.)R&B | — | Erstveröffentlichung: September 1967 Autor: Bobby Miller                                                                                             |                                                                                      |
| 1968 | There Is                                                                                    | — | US20 (11 Wo.)US | R&B11 (9 Wo.)R&B | — | Erstveröffentlichung: Dezember 1967 Autoren: Bobby Miller, Raynard Miner                                                                             |                                                                                      |
| 1968 | Wear It on Our Face There Is                                                                | — | US44 (8 Wo.)US | R&B27 (7 Wo.)R&B | — | Erstveröffentlichung: März 1968 Autor: Bobby Miller                                                                                                  |                                                                                      |
| 1968 | Stay in My Corner (New Version) There Is                                                    | — | US10 (13 Wo.)US | R&B1 (18 Wo.)R&B | — | Erstveröffentlichung: Juni 1968 Arrangeur: Charles Stepney                                                                                           |                                                                                      |
| 1968 | Always Together The Dells Musical Menu / Always Together                                    | — | US18 (8 Wo.)US | R&B3 (13 Wo.)R&B | — | Erstveröffentlichung: September 1968 Autor: Bobby Miller                                                                                             |                                                                                      |
| 1968 | Does Anybody Know I’m Here The Dells Musical Menu / Always Together                         | — | US38 (9 Wo.)US | R&B15 (8 Wo.)R&B | — | Erstveröffentlichung: Dezember 1968 Autor: Bobby Miller                                                                                              |                                                                                      |
| 1969 | I Can’t Do Enough The Dells Musical Menu / Always Together                                  | — | US98 (2 Wo.)US | R&B20 (8 Wo.)R&B | — | Erstveröffentlichung: Februar 1969 Autor: Bobby Miller                                                                                               |                                                                                      |
| 1969 | Hallways of My Mind The Dells Musical Menu / Always Together                                | — | US92 (4 Wo.)US | R&B44 (2 Wo.)R&B | — | B-Seite von I Can’t Do Enough Autor: Bobby Miller |                                                                                      |
| 1969 | I Can Sing a Rainbow / Love Is Blue (Medley) Love Is Blue                                   | UK15 (9 Wo.)UK | US22 (10 Wo.)US | R&B5 (12 Wo.)R&B | — | Erstveröffentlichung: Mai 1969 Autoren: Arthur Hamilton / Pierre Cour, André Popp, Bryan Blackburn Original: Vicky Leandros – L’amour est bleu, 1967 |                                                                                      |
| 1969 | Oh, What a Night (New Version) Love Is Blue                                                 | — | US10 (11 Wo.)US | R&B1 (13 Wo.)R&B | — | Erstveröffentlichung: Juli 1969 Rock & Roll Hall of Fame Platz 263 der Rolling Stone 500 (Liste 2010) Arrangeur: Charles Stepney                     |                                                                                      |
| 1969 | On the Dock of the Bay Love Is Blue                                                         | — | US42 (8 Wo.)US | R&B13 (6 Wo.)R&B | — | Erstveröffentlichung: Oktober 1969 Autoren: Otis Redding, Steve Cropper Original: Otis Redding, 1968                                                 |                                                                                      |
| 1970 | Oh What a Day Like It Is Like It Was                                                        | — | US43 (8 Wo.)US | R&B10 (10 Wo.)R&B | — | Erstveröffentlichung: Januar 1970 Autor: Michael McGill                                                                                              |                                                                                      |
| 1970 | Open Up My Heart / Nadine Like It Is Like It Was                                            | — | US51 (8 Wo.)US | R&B5 (19 Wo.)R&B | — | Erstveröffentlichung: März 1970 Autoren: Bobby Miller / Allan Freed                                                                                  |                                                                                      |
| 1970 | Long Lonely Nights Like It Is Like It Was                                                   | — | US74 (7 Wo.)US | R&B27 (7 Wo.)R&B | — | Erstveröffentlichung: Juli 1970 Autoren: Lee Andrews, Bernice Davis, Doug Henderson, Mimi Uniman Original: Lee Andrews & the Hearts, 1957            |                                                                                      |
| 1971 | The Glory of Love Love Is Blue                                                              | — | US92 (2 Wo.)US | R&B30 (6 Wo.)R&B | — | Erstveröffentlichung: November 1970 Autor: Billy Hill Original: Willie Bryant and His Orchestra, 1936                                                |                                                                                      |
| 1971 | The Love We Had (Stays on My Mind) Freedom Means …                                          | — | US30 (12 Wo.)US | R&B8 (15 Wo.)R&B | — | Erstveröffentlichung: Juli 1971 Autoren: Terry Callier, Larry Wade                                                                                   |                                                                                      |
| 1972 | It’s All Up to You Freedom Means …                                                          | — | US94 (3 Wo.)US | R&B23 (6 Wo.)R&B | — | Erstveröffentlichung: Januar 1972 Autoren: Terry Callier, Larry Wade                                                                                 |                                                                                      |
| 1972 | Oh, My Dear Sweet as Funk Can Be                                                            | — | — | R&B36 (6 Wo.)R&B | — | B-Seite von It’s All Up to You Autoren: Terry Callier, Larry Wade                                                                                    |                                                                                      |
| 1972 | Just as Long as We’re in Love Sweet as Funk Can Be                                          | — | — | R&B35 (8 Wo.)R&B | — | Erstveröffentlichung: Oktober 1972 Autoren: Terry Callier, Larry Wade                                                                                |                                                                                      |
| 1973 | Give Your Baby a Standing Ovation                                                           | — | US34 Gold · (16 Wo.)US | R&B3 (16 Wo.)R&B | — | Erstveröffentlichung: April 1973 Autoren: Henry Williams, Marv Johnson                                                                               |                                                                                      |
| 1973 | My Pretending Days Are Over The Dells                                                       | — | US51 (8 Wo.)US | R&B10 (16 Wo.)R&B | — | Erstveröffentlichung: August 1973 Autoren: Don Davis, Herbert Ross, James Dean                                                                       |                                                                                      |
| 1973 | I Miss You The Dells                                                                        | — | US60 (7 Wo.)US | R&B8 (16 Wo.)R&B | — | Erstveröffentlichung: November 1973 Autoren: Leon Huff, Kenny Gamble Original: Harold Melvin and the Blue Notes, 1972                                |                                                                                      |
| 1974 | I Wish It Was Me You Loved The Dells vs. The Dramatics                                      | — | US94 (2 Wo.)US | R&B11 (13 Wo.)R&B | — | Erstveröffentlichung: April 1974 Autor: Jackie Avery                                                                                                 |                                                                                      |
| 1974 | Learning to Love You Was Easy (It’s So Hard Trying to Get over You) The Mighty Mighty Dells | — | — | R&B18 (12 Wo.)R&B | — | Erstveröffentlichung: Juli 1974 Autor: Jimmy Roach                                                                                                   |                                                                                      |
| 1974 | Bring Back the Love of Yesterday The Mighty Mighty Dells                                    | — | US87 (3 Wo.)US | — | — | B-Seite von Learning to Love You Was Easy Autor: Willie Schofield                                                                                    |                                                                                      |
| 1975 | The Glory of Love (Longer Version) Give Your Baby a Standing Ovation                        | — | — | R&B59 (7 Wo.)R&B | — | Erstveröffentlichung: April 1975 |                                                                                      |
| 1975 | Love Is Missing from Our Lives The Dells vs. The Dramatics                                  | — | — | R&B46 (10 Wo.)R&B | — | Erstveröffentlichung: Juni 1975 mit The Dramatics Autor: Tony Hester                                                                                 |                                                                                      |
| 1975 | We Got to Get Our Thing Together                                                            | — | — | R&B17 (13 Wo.)R&B | — | Erstveröffentlichung: Oktober 1975 Autoren: Calvin Arlin, James Dean, James Avery                                                                    |                                                                                      |
| 1976 | The Power of Love We Got to Get Our Thing Together                                          | — | — | R&B58 (8 Wo.)R&B | — | Erstveröffentlichung: Januar 1976 Autor: Lawton Williams                                                                                             |                                                                                      |
| 1976 | Slow Motion No Way Back                                                                     | — | — | R&B49 (12 Wo.)R&B | — | Erstveröffentlichung: Juni 1976 Autoren: Andre Moore, Ivy Jo Hunter, Charles Leverett                                                                |                                                                                      |
| 1976 | No Way Back                                                                                 | — | — | R&B68 (5 Wo.)R&B | — | Erstveröffentlichung: September 1976 Autoren: Andrew „Mike“ Terry, Robert Emanuel Brooks, Walter Morris                                              |                                                                                      |
| 1977 | They Said It Couldn’t Be Done, but We Did It!                                               | — | — | — | Dance12 (7 Wo.)Dance | Albumtrack Autoren: Allan Felder, Norman Harris, Ronald Tyson                                                                                        |                                                                                      |
| 1977 | Our Love They Said It Couldn’t Be Done, but We Did It!                                      | — | — | R&B20 (12 Wo.)R&B[Dance: ↑] | Dance12 (7 Wo.)Dance | Erstveröffentlichung: April 1977 Autoren: Allan Felder, Norman Harris, Ronald Tyson                                                                  |                                                                                      |
| 1977 | Rich Man, Poor Man (Peace) They Said It Couldn’t Be Done, but We Did It!                    | — | — | —[Dance: ↑] | Dance12 (7 Wo.)Dance | Albumtrack Autoren: Allan Felder, T. G. Conway, Ronald Tyson                                                                                         |                                                                                      |
| 1977 | Betcha Never Been Loved (Like This Before) They Said It Couldn’t Be Done, but We Did It!    | — | — | R&B29 (17 Wo.)R&B | — | Erstveröffentlichung: Juli 1977 Autoren: Allan Felder, Norman Harris, Ron Kersey, Ronald Tyson                                                       |                                                                                      |
| 1978 | Private Property Love Connection                                                            | — | — | R&B57 (9 Wo.)R&B | — | Erstveröffentlichung: Januar 1978 Autoren: Edward Moore, Ron Tyson                                                                                   |                                                                                      |
| 1978 | Super Woman New Beginnings                                                                  | — | — | R&B24 (13 Wo.)R&B | — | Erstveröffentlichung: Juni 1978 Autoren: Iran Koster, Teddy Randazzo, Victoria Pike                                                                  |                                                                                      |
| 1979 | (You Bring Out) The Best in Me Face to Face                                                 | — | — | R&B34 (10 Wo.)R&B | — | Erstveröffentlichung: Januar 1979 Autoren: Darryl Carter, Jonah Ellis                                                                                |                                                                                      |
| 1980 | I Touched a Dream –                                                                         | — | — | R&B17 (17 Wo.)R&B | — | Erstveröffentlichung: Juli 1980 Autor: Eugene Record                                                                                                 |                                                                                      |
| 1980 | All About the Paper I Touched a Dream                                                       | — | — | — | Dance72 (8 Wo.)Dance | B-Seite von I Touched a Dream Autoren: Clarence McDonald, Lowrell Simon                                                                              |                                                                                      |
| 1980 | Passionate Breezes I Touched a Dream                                                        | — | — | R&B76 (5 Wo.)R&B | — | Erstveröffentlichung: November 1980 Autoren: Chuck Jackson, Marvin Yancey                                                                            |                                                                                      |
| 1984 | You Just Can’t Walk Away One Step Closer                                                    | — | — | R&B23 (14 Wo.)R&B | — | Erstveröffentlichung: Januar 1984 Autoren: Chuck Jackson, Marvin Yancey                                                                              |                                                                                      |
| 1984 | One Step Closer                                                                             | — | — | R&B46 (8 Wo.)R&B | — | Erstveröffentlichung: April 1984 Autoren: Chuck Jackson, Marvin Yancey                                                                               |                                                                                      |
| 1984 | Love On One Step Closer                                                                     | — | — | R&B60 (9 Wo.)R&B | — | Erstveröffentlichung: Juli 1984 Autoren: Chuck Jackson, Marvin Yancey, Tony Coleman                                                                  |                                                                                      |
| 1989 | Thought of You Just a Little Too Much The Second Time                                       | — | — | R&B66 (8 Wo.)R&B | — | Erstveröffentlichung: Januar 1989 Autoren: Andre Miller, Cornell Ward, Harold Currington, Otis Leavil                                                |                                                                                      |
| 1991 | A Heart Is a House for Love The Five Heartbeats (Soundtrack)                                | — | — | R&B13 (15 Wo.)R&B | — | Erstveröffentlichung: März 1991 vom Soundtrack des Films The Five Heartbeats Autoren: Keenen Ivory Wayans, Robert Townsend                           |                                                                                      |
| 1992 | Come and Get It I Salute You                                                                | — | — | R&B62 (6 Wo.)R&B | — | Erstveröffentlichung: Mai 1992 Autoren: Terry Stubbs, Derrick „Doc“ Pearson                                                                          |                                                                                      |
| 1992 | Oh My Love I Salute You                                                                     | — | — | R&B81 (4 Wo.)R&B | — | Erstveröffentlichung: September 1992 Autoren: Kenny Gamble, Leon Huff, Cary Gilbert                                                                  |                                                                                      |

grau schraffiert: keine Chartdaten aus diesem Jahr verfügbar
Weitere Singles
- 1954: Darling I Know (als The El Rays)
- 1955: Tell the World
- 1955: Zing Zing Zing
- 1956: Movin’ On
- 1957: Why Do You Have to Go
- 1957: Q-Bop She-Bop (Cubop Chebop)
- 1957: Pain in My Heart
- 1958: I’m Calling
- 1958: The Springer
- 1958: Wedding Day
- 1959: Dry Your Eyes
- 1960: Oh What a Nite / I Wanna Go Home
- 1961: Swingin’ Teens
- 1962: God Bless the Child
- 1963: Hi Diddley Dee Dum Dum (It’s a Good Good Feelin’)
- 1963: Goodbye Mary Ann
- 1963: Baby, Open Up Your Heart
- 1964: I Wanna Go Home (mit Al Smith’s Orchestra)
- 1964: Shy Girl
- 1964: Oh What a Good Nite / Wait Till Tomorrow
- 1965: Hey Sugar (Don’t Get Serious)
- 1966: Thinkin’ About You
- 1966: Run for Cover
- 1967: Inspiration
- 1972: Walk On By
- 1978: I Wanna Testify
- 1981: Your Song
- 1981: Happy Song
- 1991: My Lady, So Perfect for Me
- 1991: That’s How Heartaches Are Made